# Џенг Хе
Џенг Хе (упрош: 郑和; трад: 鄭和; 1371—1435) био је кинески поморац и истраживач, извео је путовања општепозната као „Евнух Самбао на Западном океану“ (кин: 三保太監下西洋) или „Џенг Хе на Западном океану“, од 1405. до 1433. „Западни океан“ односи се на азијска и афричка подручја које је Џенг Хе истраживао. Међу њима су подручја југоисточне Азије, Суматре, Јаве, Шри Ланке, Индије, Персије, Персијског залива, југозападне Азије, Црвеног мора, и Мозамбика. Тачан број његових путовања зависи од начина дељења, али путовао је седам пута до „Западног океана“ са својом флотом. На врхунцу моћи, флота се састојала од 30.000 морнара и 70 бродова. Бродови су досегнули дужину од 120 м и ширину од 50 м, и стога су били највећи дрвени бродови тог времена. Њима је прешао више од 50.000 km.
Муслимански евнух, Џенг Хе је био важан повереник цара Јунглеа (владавина од 1403. до 1424. године), трећег цара династије Минг. Рођен је у покрајини Јунан са именом „Ма Хе“ године 1371. у граду Гунјанг. Његов деда и отац су ишли на хаџилук (ходочашће у Меку), и претпоставља се да је од њих чуо приче о далеким земљама. Ма Хе је био је припадник Семура, муслиманског народа из средње Азије.
Године 1381, преминуо му је отац, а исте године војска династије Минг, након пораза у северном Јуану, послана је у Јунан, да угуши побуну монголског престолонаследника Басалавармија, у којој је као 11-годишњак суделовао и Ма Хе. Тада је Ма Хе заробљен и кастриран, те послан на двор Цара Кине, где је добио надимак 'Сан Бао', што значи „Три драгуља“. С временом је постао одани слуга будућем цару Јонгле, коме је помогао да се реши претходника, цара Ђенвена, и да дође на власт. Као захвалу за одану службу нови цар му је дао ново име „Џенг Хе“. Учио је на Нанкинг универзитету (централном царском универзитету). Његова путовања су приказала импресивне организацијске способности и технолошку моћ, али нису остварила значајну трговину, јер је Џенг Хе био адмирал и службеник, а не трговац.
Његов надимак Сан Бао је покренуо спекулацију о томе да се по њему назвао Синдбад.
Године 1424, умро је цар Јунгле. Његов наследник, Хунгси (владавина од 1424. до 1425. године) је одлучио да заустави утицај евнуха на Кинеском двору, те је зауставио поморска путовања. Џенг Хе је имао још једно путовање под царом Сјуенде (владавина од 1426. до 1435. године), на којем је и преминуо, а након тога су заустављена сва путовања кинеских флота.

## Биографија

### Младост и кастрација
Минг армије су заробиле Џенг Хеа код Јунана 1381. године. Генерал Фу Јоуде је срео Џенг Хеа на путу и пришао му је како би се распитао о локацији монголског претендента. Џенг Хе му је пркосно одговорио, рекавши да је монголски претендент скочио у језеро. Након тога, генерал га је заробио. Млади Џенг Хе је ускоро био кастриран пре него што је стављен у службу принца од Јана. Levathes (1996) наводи да је до кастрације дошло 1385.
Он је био послан је да служи у домаћинству Џу Ди, принца Јана, који је касније постао Јунглески цар. Он је имао 10 година кад је стављен у службу принца Јана. Џу Ди је био једанаест година старији од Џенг Хеа. Од 1380. године принц је владао Бејпингом (будућим Пекингом), који је био лоциран у близини северне границе где су налазила непријатељска монголска племена. Џенг Хе је провео своју младост као војник на северној граници. Он је често учествовао у Џу Диовим војним походима против Монгола. Дана 2. марта 1390, Џенг Хе пратио је Џу Дија када је он командовао својом првом експедицијом, која је била велика победа пошто се монголски командант Нагхачу предао чим је схватио да је пао у замку.
Временом је Хе стекао поверење принца. Џенг Хе је исто тако био познат као „Санбао“ током времена своје служве у домаћинству принца Јана. То име је била референца на Три драгуља у Будизму. Он је стекао добро образовање док је био у Бејпингу, што не би био случај да је био послат у царску престоницу Нанкинг, јер цар Хунгву није имао поверења у евнухе и сматрао је да је боље да буду неуки. У међувремену, цар Хунгву је уклонио највећи део оригиналног Минг руководства и дао је својим лојалним синовима већа војна овлашћења, посебно онима на северу, попут принца Јана.
У новој администрацији, Џеng He је служио на највишим позицијама, као Велики директор и касније као Главни изасланик (кин: 正使, zhèngshǐ) током морских путовања. Током следеће три деценије он је спровео седам путовања у име цара, тргујући и прикупљајући почасти у источном Пацифику и Индијском океану.

### Зрело доба и војна каријера
Џенг Хеов изглед у одраслом добу је забележен: он је био седам ђиа висок, имао је струк који је био пет ђиа у обиму, образе и чело које су били високи, мали нос, сјајне очи, беле зубе, добро обликоване очне шкољке, и глас који је био гласан као звоно. Такође је забележено да је имао подробно познавање ратовања и да је био добро адаптиран на борбу.
Млади евнух је коначно постао поуздани саветник принца и асистирао му је кад је непријатељство Ђенвенског цара према феудалним базама његовог стрица довело до 1399–1402 Ђингнанске кампање, која се завршила смрћу цара и успећем Џу Дија, принца Јана, на место Јунглеског цара. Године 1393. престолонаследник је умро, и стога је син преминулог принца постао нови престолонаследник. До времена цареве смрти (24. јуна 1398), принц Ђин (Qin) и принц Ђин (Jin) су преминули, тако да је Џу Ди, принц Јан, био најстарији преживели царев син. Међутим, Џу Диов нећак је наследио империјални престо као Ђенвенски цар. Године 1398, он је спровео политику познату као сјаофан, „редуковање феудаторија“, што подразумева елиминацију свих принчева укидањем њихове моћи и војних снага. Августа 1399, Џу Ди се отворено успротивио свом нећаку. Исте године је Џенг Хе успешно одбранио Џенглунба резервоар града Бејпинг против царске армије. У јануару 1402, Џу Ди је почео своју војну кампању с циљем освајања царске престонице Нанкинга. Џенг Хе је био један од његових заповедника током тог похода.
Године 1402. су Џу Дијеве армије поразиле царске снаге и умарширале у Нанкинг дана 13. јула 1402. Џу Ди је четири дана касније прихватио упеће на трон. Након стицања трона Јунглеског цара, он је промовисао Џенг Хеа на место Великог директора (Дајђена) директората дворских слуга. Током дана Нове године 11. фебруара 1404, Јунглески цар му је доделио презиме Џенг (његово оригинално име је још увек било Ма Хе), јер се истакао да одбрани градског резервоара Џенглунба против царских снага током опсаде Бејпинга 1399. године. Још један разлог за то је да се евнушки заповедник такође истакао током 1402. кампање за заузимање престонице Нанкинг. Верује се да је његова одлука да додели презиме „Џенг“ делом последица и тога да је евнухов коњ био убијен током битке код Џенглунба у близини Бејпинга на почетку побуне.

## Путовања
У раздобљу између 1405. и 1433. владари династије Минг опремили су седам поморских експедиција, са циљем ширења кинеског утицаја у регији, наметања царске контроле над трговином и величањем кинеске моћи у царствима и државама у подручју Индијског океана. Џенг Хе је проглашен адмиралом и постављен је за заповедника ове велике флоте на којој је путовала и бројна војска. Током својих путовања Џенг Хе је посетио Арабију, источну Африку, Индију, Индонезијски архипелаг и Тајланд (тада Сијам), доневши у те крајеве бројне нове ствари, те узевши из тих крајева бројне дарове за владара. Иако је током својих путовања адмирал првобитно жељене циљеве покушавао да постигне дипломатијом, није зазирао од употребе војне силе која га је пратила, како би успоставио доминацију. Немилосрдан је био према пиратима дуж јужне обале Кине и југоисточне Азије, а водио је и копнене ратове када би локални моћници запретили његовој флоти.

### Прво путовање (1405—1407)
Прва флота се састојала од 62 брода. У јесен године 1405. флота је кренула са посадом од 27.800 чланова. Циљ првог путовања је била Колката у Индији. Индија је била истражена копненим путем већ у 7. веку од стране кинеског истраживача Сјуенцанг. Флота је застала у Вијетнаму, Јави и Малаки и кретала се даље западно преко Индијског океана до Шри Ланке и јужно-источне обале Индије. Зиму године 1406/1407. флота је остала на том подручју да тргује са тамошњим трговцима и успостави прве дипломатске везе. На повратку се флота супротставила пиратима и уништила већи део њихових бродова. Џенг Хе је наложио да се вођи пирата јавно одруби глава. Још 1407. године се враћа у Нанкинг.

### Друго путовање (1407—1409)
Друго путовање је опет било у Индију, да осигура моћ краља у Колкати. Џенг Хе није био присутан на том путовању, јер је имао надзор над обнављањем храмова у Кини.

### Треће путовање (1409—1411)
Треће путовање, за Џенг Хеа друго, је кренуло са 48 бродова и око 30.000 чланова посаде. На путу до одредишта су успоставили складишта за робу. Краљ Шри Ланке је имао непријатељски став према Кинезима. Џенг Хеова војска је заробила краља и одвела га у Нанкинг.

### Четврто путовање (1413—1415)
Крајем 1412. године кинески цар наређује Џенг Хеу да крене на четврто путовање. На прелазу године 1413. на 1414. флота од 63 брода и 28.560 чланова посаде креће на пут. Циљ им је био Ормуски пролаз у Персијском заливу познат по драгуљима. Делови флоте су пловили дуж источне обале Африке до Мозамбика. У лето 1415. године флота се враћа са арапским и афричким дипломатама назад у Нанкинг.

### Пето путовање (1417—1419)
Пето путовање је наредио кинески цар 1416. године да би се дипломате вратиле у своје домовине. Флота је кренула 1417. и вратила се 1419. године.

### Шесто путовање (1421—1422)
Флота је напустила Нанкинг у пролеће 1421. године. Путовање је водило флоту покрај јужне азије, Индије и Персијског залива поново до Африке. Џенг Хе се враћа крајем 1421. године назад у Кину а остатак флоте стиже 1422. године назад у Нанкинг
Цар Јунгле умире 1424. године, што лично погађа Џенг Хеа, као и његове чланове посаде који су били са њим на путовањима. Нови цар Хунгси (Јунглеов син) прекида сва путовања и шаље све морнаре кући. Џенг Хе постаје војни заповедник главног града Нанкинг.

### Седмо путовање (1431—1433)
Цар Хунгси умире 1426. године. Његов син Сјуенде постаје цар. Пошто има исте интересе као и његов деда, он поновно покреће флоту 1430. године и наређује ново путовње. Џенг Хеа поставља опет као адмирала флоте. Разлог путовања је било поновно успостављање пријатељских веза за краљевинама Малаке и Тајланда. Годину дана касније флота креће са 100 бродова и 27.500 чланова посаде.

## Јубилеј
Џенгова путовања славила су се 2005. године. Из града Ћингдао је кренула 24. маја 2005. Зелена обрва на пут, да би након 40 дана достигла кинеску обалу и 17 азијских и афричких лука, попут оног што се догодило пре 600 година.
Такође је кренула приватна експедиција из Тајвана на тај исти пут. У Нанкингу је постављен кип на Џенгов гроб.